# Koronka (modlitwa)

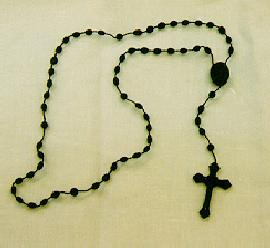
Paciorki różańca, używane także do odmawiania koronek

Koronka – forma modlitwy polegająca na powtarzaniu w określony sposób i określoną liczbę razy różnych modlitw np. Koronka do Miłosierdzia Bożego, Koronki Maryjne.
Koronką nazywany jest również sam sznur paciorków, służący do odmawiania określonych modlitw z jakich składa się dana koronka – najczęściej jest to różaniec, czyli koronka różańcowa. Bywają koronki, gdzie liczba powtórzeń jest inna niż w klasycznym układzie różańcowym.

## Koronki katolickie
- Koronka Najśw. Imienia Jezus, zapoczątkowana w zakonie dominikanów. Budowa tej koronki jest taka sama jak Różańca Najśw. Maryi Panny z tą tylko różnicą, że w Koronce o Najśw. Imieniu Jezus nie odmawia się Zdrowaś, ale na to miejsce 10 razy: Jezusie, Synu Dawida, zmiłuj się nad nami i na końcu każdej z części (radosnej, światła, bolesnej, chwalebnej) lub całej koronki złożonej obecnie z 20 tajemnic odmawia się tradycyjnie Litanię o Imieniu Jezus.
- Koronka ku czci Ducha Świętego i Jego siedmiu darów
- Koronka św. Brygidy, wywodzi się od św. Brygidy Szwedzkiej. Z koronką tą związana jest historia o tym, jak św. Brygida podczas pobytu w Rzymie dotknęła koronką złożoną z 6 dekad chorego na jednej z ulic Rzymu, a ten natychmiast wyzdrowiał. W tej koronce na zakończenie każdej dekady odmawia się Wierzę zamiast Chwała Ojcu. Składa się on z 6 dekad o łącznej liczbie 63 Zdrowaś na pamiątkę 63 lat, jakie według św. Brygidy miała przeżyć na tym świecie Matka Boża, 7 Ojcze nasz na cześć 7 Radości i Boleści Najśw. Maryi Panny i 6 Wierzę. Rozpoczyna się znakiem krzyża, po czym następuje od razu zapowiedź 1. tajemnicy i odmówienie 1 Ojcze nasz, 10 Zdrowaś i 1 Wierzę. Następują kolejne tajemnice i dekady tego różańca. Po 6. dekadzie, na zakończenie odmawia się 1 Ojcze nasz i 3 Zdrowaś. Pierwotnie Koronka św. Brygidy składała się z 6 tajemnic: 1. Narodziny Najśw. Maryi Panny, 2. Ofiarowanie Najśw. Maryi Panny w Świątyni, 3. Ślub Najśw. Maryi Panny z Józefem i Zwiastowanie, 4. Narodziny Jezusa i ucieczka do Egiptu, 5. Młody Jezus nauczający w Świątyni i ukrzyżowanie, 6. Zmartwychwstanie Pana Jezusa i Jego ukazanie się Matce Bożej. Zmodyfikowany w XV i XVI wieku Różaniec karmelitański, oparty na pierwotnej Koronce św. Brygidy, składa się już z 18 tajemnic, podzielonych na 3 części: Tajemnice radosne: 1. Niepokalane Poczęcie Najśw. Maryi Panny, 2. Zwiastowanie Najśw. Maryi Pannie, 3. Nawiedzenie św. Elżbiety, 4. Narodzenie Pana Jezusa, 5. Ofiarowanie Pana Jezusa w Świątyni, 6. Znalezienie Pana Jezusa w Świątyni. Tajemnice bolesne: 1. Agonia Pana Jezusa w Ogrójcu, 2. Biczowanie Pana Jezusa, 3. Cierniem ukoronowanie Pana Jezusa, 4. Dźwiganie krzyża przez Pana Jezusa, 5. Ukrzyżowanie Pana Jezusa, 6. Zdjęcie ciała Pana Jezusa z krzyża. Tajemnice chwalebne: 1. Zmartwychwstanie Pana Jezusa, 2. Wniebowstąpienie Pana Jezusa, 3. Zesłanie Ducha św., 4. Wniebowzięcie Najśw. Maryi Panny, 5. Ukoronowanie Najśw. Maryi Panny na Królową Nieba i Ziemi, 6. Królowa, Ozdoba Karmelu, Maryja, Pośredniczka wszystkich łask. Karmelici bosi przejęli od brygidek koronkę złożoną z 6 dekad i odmawiali ją codziennie, aż do początku XX wieku. Św. Franciszek z Paoli wymienia tę koronkę jako Koronkę Bł. Maryi Dziewicy w Regule dla Braci Najmniejszych, zatwierdzonej przez Sykstusa IV w 1474, która zaleca jej odmawianie na cześć Matki Bożej. Koronka św. Brygidy została obdarzona odpustami przez: Leona X, Klemensa XI, Benedykta XIV, Leona XIII.
- Koronka 7 Radości Najświętszej Maryi Panny, Koronka franciszkańska (seraficka), powstała w zakonie franciszkanów w XV wieku[1]. Luke Wadding (1588–1657), franciszkański historyk, dowodzi, że została zapoczątkowana w Asyżu przez nowicjusza franciszkańskiego imieniem Jan w 1422. Jej propagatorami byli: franciszkanie (Bernardyn ze Sieny, Jan Kapistran, Cherubin ze Spoleto), kapucyni, marianie. Składa się z 7 dekad na których rozważa się tajemnice 7 Radości Najśw. Maryi Panny: 1. Zwiastowanie Najśw. Maryi Pannie, 2. Nawiedzenie św. Elżbiety, 3. Narodzenie Pana Jezusa, 4. Pokłon Trzech Króli, 5. Znalezienie Pana Jezusa w Świątyni, 6. Zmartwychwstanie Pana Jezusa, 7. Wniebowzięcie i Ukoronowanie Najśw. Maryi Panny na Królową Nieba i Ziemi. Rozpoczyna się znakiem krzyża, po czym następuje od razu zapowiedź 1 tajemnicy i odmówienie: 1 Ojcze nasz i 10 Zdrowaś. W ten sposób odmawia się kolejne dekady. Po 7 dekadzie, zgodnie z franciszkańskim zwyczajem, odmawia się 2 Zdrowaś na cześć Bóstwa i Człowieczeństwa Chrystusa, otrzymując łącznie 72 Zdrowaś, które jednocześnie mają symbolizować 72 lata jakie, według franciszkańskiej tradycji, miała przeżyć na tym świecie Matka Boża. 7 Ojcze nasz symbolizują 7 Radości Najśw. Maryi Panny. Na zakończenie Koronki serafickiej, zgodnie z zaleceniem św. Piusa X, odmawia się: 1 Ojcze nasz, 1 Zdrowaś i 1 Chwała Ojcu w intencjach Ojca Św. Koronka 7 Radości NMP złożona z 7 dziesiątków jest oficjalną częścią habitu franciszkanów, noszona przy lewym boku, umocowana na franciszkańskim sznurze (cingulum) z trzema węzłami. Została obdarzona odpustami przez św. Piusa X w 1905. Jest znana w zakonach i zgromadzeniach franciszkańskich lub wywodzących się z kręgu duchowości franciszkańskiej.
- Koronka 7 Boleści Najśw. Maryi Panny, Koronka do Matki Bożej Bolesnej, powstała w zakonie serwitów. Oparta jest na nabożeństwie do 7 Boleści Matki Bożej, zapoczątkowanym przez św. Brygidę. Nabożeństwo to pierwotnie polegało na odmawianiu 7 Zdrowaś na cześć 7 Boleści Matki Bożej. Serwici na bazie tego nabożeństwa ułożyli Koronkę 7 Boleści Matki Bożej, gdzie 1 Zdrowaś, odmawiane po zapowiedzi tajemnicy, zastąpili odmawianiem 7 Zdrowaś, otrzymując łącznie 49 Zdrowaś. Z czasem upowszechnił się zwyczaj odmawiania przy każdej tajemnicy: 1 Ojcze nasz i 7 Zdrowaś, i tak powstała Koronka 7 Boleści NMP zwana Różańcem serwitów. W koronce tej rozważa się tajemnice 7 Boleści Matki Bożej przekazane przez św. Brygidę: 1. Proroctwo Symeona, 2. Ucieczka św. Rodziny do Egiptu, 3. Szukanie 12-letniego Pana Jezusa w Jerozolimie, 4. Dźwiganie krzyża przez Pana Jezusa, 5. Ukrzyżowanie Pana Jezusa, 6. Zdjęcie ciała Pana Jezusa z krzyża, 7. Złożenie ciała Pana Jezusa do grobu. Rozpoczyna się znakiem krzyża, następnie odmówieniem po czym następuje Aktu żalu: Ach żałuję za me złości, jedynie dla Twej miłości. Bądź miłościw mnie grzesznemu, dla Ciebie odpuszczam bliźniemu, po czym następuje zapowiedź 1 tajemnicy i odmówienie: 1 Ojcze nasz i 7 Zdrowaś. W ten sposób odmawia się kolejne tajemnice otrzymując łącznie 7 Ojcze nasz i 49 Zdrowaś. Na zakończenie po 7 tajemnicy odmawia się tradycyjnie: 3 Ojcze nasz i 3 Zdrowaś na uczczenie łez jakie wylała w całym swoim życiu Najśw. Maryja Panna. Koronka 7 Boleści Matki Bożej została obdarzona odpustami przez: Klemensa XII, Klemensa XIII.
- Koronka 7 Radości i 7 Boleści Najśw. Maryi Panny, Koronka do Matki Bożej Szkaplerznej, powstała w XVI wieku w zakonie karmelitów dla Bractwa szkaplerznego, gdzie była znana do XX wieku. Podczas jej odmawiania rozważa się 7 Boleści i 7 Radości Matki Bożej, odmawiając przy każdej z tajemnic 1 Ojcze nasz i 10 Zdrowaś. W sumie: 7 Ojcze nasz i 70 Zdrowaś. Rozpoczyna się znakiem Krzyża św., po czym następuje zapowiedź tajemnicy bolesnej i odmówienie 1 Ojcze nasz, następnie zapowiedź tajemnicy radosnej i odmowienie 10 Zdrowaś (w ten sposób należy odmawiać kolejne dziesiątki i rozważać kolejne tajemnice Radości i Boleści NMP). Tajemnice: 1. Obrzezanie Pana Jezusa, Zwiastowanie Najśw. Maryi Pannie, 2. Agonia Pana Jezusa w Ogrójcu, Nawiedzenie św. Elżbiety, 3. Biczowanie Pana Jezusa, Narodzenie Pana Jezusa, 4. Cierniem ukoronowanie Pana Jezusa, Pokłon Trzech Króli, 5. Odarcie z szat Pana Jezusa, Znalezienie Pana Jezusa w Świątyni, 6. Przybicie Pana Jezusa do Krzyża, Zmartwychwstanie Pana Jezusa, 7. Przebicie włócznią Serca Pana Jezusa, Wniebowzięcie Najświętszej Maryi Panny. Na zakończenie odmawia się tradycyjnie: 1 Wierzę, 1 Wieczny odpoczynek, 1 Witaj Królowo.
- Koronka do Męki Pańskiej, ułożona została przez bł. Michała Pini z Florencji, kamedułę (1440–11 stycznia 1522). Od XVII wieku krzewiona i rozpowszechniana przez teatynów, architektów i budowniczych kaplicy Całunu Chrystusowego w Turynie (O. G. Guarini, teatyn), a szczególnie przez Ojca Wincentego Giliberti, Generała Zakonu Teatynów. Św. Koronka do Męki Pańskiej została zatwierdzona papieskim brewe 18 lutego 1516 i obdarzona odpustami przez: Leona X, Grzegorza XIII, Sykstusa V. Składa się z 33 Ojcze nasz – na pamiątkę 33 lat ziemskiego życia Pana Jezusa i dla uczczenia 33 rodzajów Męki Pańskiej oraz 5 Zdrowaś, na cześć 5 Ran Pana Jezusa. Podczas odmawiania tej Koronki rozważa się 4 tajemnice: 1. Archanioł Gabriel zwiastuje Maryi Wcielenie Słowa Bożego, 2. Jezus jest posłuszny w Nazarecie Swojej Matce Najświętszej i św. Józefowi, 3. Jezus dźwigając krzyż spotyka Swoją Świętą Matkę, 4. Jezus zmartwychwstaje trzeciego dnia. Rozpoczyna się znakiem Krzyża św., a następnie należy zapowiedzieć 1 tajemnicę, odmówić: 1 Zdrowaś i 10 Ojcze nasz. Tak należy odmawiać 2 pozostałe dziesiątki, rozważając kolejne tajemnice. Po 3 dekadach zapowiada się 4 tajemnicę i odmawia się: 1 Zdrowaś, 3 Ojcze nasz i 1 Zdrowaś.
- Koronka do Przenajświętszej Krwi Chrystusa. Rozpoczyna się znakiem Krzyża św. i wersetem: Boże, wejrzyj ku wspomożeniu memu. Panie, pośpiesz ku ratunkowi memu. Chwała Ojcu.... Podzielony jest na 7 tajemnic. Tajemnice: 1. Obrzezanie Dzieciątka Jezus, 2. Modlitwa Pana Jezusa w Ogrójcu, 3. Biczowanie Pana Jezusa, 4. Cierniem ukoronowanie Pana Jezusa, 5. Dźwiganie Krzyża przez Pana Jezusa, 6. Ukrzyżowanie Pana Jezusa, 7. Przebicie włócznią boku ciała Pana Jezusa na Krzyżu. W jego pierwszych 6 tajemnicach odmawia się 5 Ojcze nasz i 1 Chwała Ojcu, a w siódmej, ostatniej tajemnicy 3 Ojcze nasz i 1 Chwała Ojcu. Łącznie: 33 Ojcze nasz i 7 Chwała Ojcu.
- Koronka Drogi Krzyżowej, ułożona przez Alojzę Borgiotti, współzałożycielkę nazaretanek. Zatwierdzona przez bł. Piusa IX. Koronka ta rozpowszechniana była przez lazarystów (misjonarzy) oraz dyrektorów i zelatorów Arcybractwa Konania Pana Jezusa[2]. Składa się z 14 tajemnic (stacji). Na rozpoczęcie odmawia się Ojcze nasz, 3 razy Zdrowaś, Chwała Ojcu, a kolejnymi tajemnicami są 14-cie stacji Drogi Krzyżowej. Przy każdej z 14 tajemnic tej koronki należy odmówić: Ojcze nasz, Zdrowaś, Chwała Ojcu. Na zakończenie, po 15 tajemnicy, należy odmówić: 6 razy Ojcze nasz, 6 razy Zdrowaś i 6 razy Chwała Ojcu czyli 5 pacierzy na cześć 5 Ran Pana Jezusa oraz 1 pacierz w intencjach Ojca św. (łącznie 20 Ojcze nasz, 20 Zdrowaś i 20 Chwała Ojcu).
- Koronka do Najświętszych Ran Pana Jezusa, powstała w zgromadzeniu pasjonistów w 1821. Zatwierdzona i obdarzona odpustami przez: Piusa VII 22 stycznia 1822, bł. Piusa IX 19 sierpnia 1851, św. Piusa X 18 maja 1907. Rozpoczyna się znakiem Krzyża św. i wersetem: Boże, wejrzyj ku wspomożeniu memu. Panie, pośpiesz ku ratunkowi memu. Chwała Ojcu.... Podzielony jest na 5 sekcji po 5 paciorków w każdej, na których odmawia się 5 Ojcze nasz, 5 Zdrowaś, 5 Chwała Ojcu na cześć każdej z 5 Ran Pana Jezusa, a po nich, między 5 paciorkami, odmawia się 1 Zdrowaś na cześć Matki Bożej Bolesnej. Składa się z 5 tajemnic 5 Najświętszych Ran: 1. Na cześć rany lewej stopy Pana Jezusa, 2. Na cześć rany prawej stopy Pana Jezusa, 3. Na cześć rany lewej dłoni Pana Jezusa, 4. Na cześć rany prawej dłoni Pana Jezusa, 5. Na cześć rany Najświętszego Serca Pana Jezusa. Na zakończenie odmawia się 3 Zdrowaś otrzymując w sumie: 25 Ojcze nasz, 33 Zdrowaś i 25 Chwała Ojcu. Leon XII 20 grudnia 1823 zatwierdził krótszą wersję Koronki do 5 Ran polegającą na odmawianiu jedynie 5 Chwała Ojcu i 1 Zdrowaś na cześć każdej z 5 Ran oraz 3 Zdrowaś na zakończenie, otrzymując łącznie: 25 Chwała Ojcu i 8 Zdrowaś.
- Koronka do Niepokalanego Poczęcia Najświętszej Maryi Panny, wywodzi się od św. Jana Berchmansa, jezuity. Była znana w różnych formach już znacznie wcześniej. Koronkę tę (z dodatkiem innych aktów strzelistych) odmawiało i propagowało wielu świętych: św. Ludwik Maria Grignion de Montfort, św. Józef Kalasanty, pijar, św. Andrzej Avellino, teatyn, Franciszek Olimpio, teatyn, Jacques Marquette, jezuita, św. Jan Maria Vianney. Została zaaprobowana i obdarzona przez Kościół odpustami. Składa się z 12 Zdrowaś, 3 Ojcze nasz i 3 Chwała Ojcu (podzielonych na 3 serie). Na początku należy uczynić znak Krzyża św. i odmówić: 1 Ojcze nasz, 4 Zdrowaś, 1 Chwała Ojcu (tak odmawia się kolejne 2 serie) bez rozważania tajemnic. Każde z 3 Ojcze nasz poprzedza się aktami strzelistymi: Chwała i dziękczynienie bądź w każdym momencie: Panu Jezusowi w Najświętszym Sakramencie. Niech będzie błogosławione święte i Niepokalane Poczęcie Najświętszej Maryi Panny, Matki Bożej.
- Koronka do Dzieciątka Jezus. Zatwierdzona została przez bł. Piusa IX. Rozpoczyna się znakiem Krzyża św., następnie odmawia się 1 x pierwszą część wersetu: A Słowo Ciałem się stało i 3 Ojcze nasz na cześć 3 osób Św. Rodziny z Nazaretu: Jezusa, Maryi i Józefa. Potem odmawia się 1 x cały werset: A Słowo Ciałem się stało i zamieszkało między nami i 12 Zdrowaś na cześć 12 lat dziecięctwa Pana Jezusa. Na zakończenie koronki odmawia się 1 Chwała Ojcu.
- Koronka św. Bonawentury, została opracowana przez św. Bonawenturę z Bagnoregio w 1260 dla 12 pobożnych mężczyzn tworzących Towarzystwo opieki Najświętszej Maryi Panny przy kościele San Vitale w Rzymie. Podczas jej odmawiania nie rozważa się żadnych tajemnic. Koronka św. Bonawentury została obdarzona przez Kościół licznymi odpustami. Rozpoczyna się znakiem Krzyża św. i wersetem: Boże, wejrzyj ku wspomożeniu memu. Panie, pośpiesz ku ratunkowi memu. Chwała Ojcu.... Następnie odmawia się 25 Ojcze nasz, 1 Chwała Ojcu, 25 Zdrowaś, 1 Chwała Ojcu. Na zakończenie 7 Ojcze nasz, 1 Zdrowaś, 1 Wieczny odpoczynek.
- Koronka Jezusowa, powstała przypuszczalnie w XVI w. w Niemczech. Ma identyczny układ z tradycyjnym różańcem, z tą jednak różnicą, że zamiast Zdrowaś odmawia się Modlitwę Jezusową: Panie Jezu Chryste, Synu Boży, zmiłuj się nade mną grzesznikiem. Dzieli się na trzy części: radosną, bolesną i chwalebną. Rozpoczyna się znakiem krzyża, odmówieniem 1 Wierzę, 1 Ojcze nasz, 3 Modlitw Jezusowych i 1 Chwała Ojcu. Zbudowana jest z 15 tajemnic, takich samych jak w Różańcu oprócz 4. i 5. tajemnicy chwalebnej, gdzie w 4. tajemnicy chwalebnej zamiast Wniebowzięcia Najświętszej Maryi Panny rozważana jest tajemnica Świętych obcowanie, a w 5. tajemnicy chwalebnej zamiast Ukoronowania Najświętszej Maryi Panny na Królową Nieba i Ziemi rozważana jest tajemnica Niebiańskie Jeruzalem. W poszczególnych dziesiątkach odmawia się 1 Ojcze nasz, 10 Modlitw Jezusowych i 1 Chwała Ojcu. Na zakończenie koronki należy odmówić Zdrowaś (kończącą się na słowach ...Jezus Chrystus. Amen.) albo Magnificat.
- Koronka do Niepokalanego Serca Maryi. Na krzyżyku mówi się: Całym Sercem wielbię i kocham Ciebie Niepokalane Serce Maryi i ofiaruję Ci Najświętsze Serce Jezusa; i błagam Cię, uproś mi łaskę miłowania Go coraz czystszą i gorętszą miłością i kierowania wszystkich spraw ku czci i chwale Boga w Trójcy Świętej Jedynego. Amen. Na dużych paciorkach mówi się: Słodkie Serce Jezusa bądź moją miłością. Na małych paciorkach mówi się: Słodkie Serce Maryi bądź moim zbawieniem. Na zakończenie Koronki mówi się: Niech zawsze i wszędzie będą znane, chwalone, wielbione, błogosławione i kochane Boskie Serce Jezusa i Niepokalane Serce Maryi[3]. (Istnieje inna wersja koronki do Niepokalanego Serca Maryi[4] oraz tzw. „Koronka do płomienia miłości Niepokalanego Serca Maryi”[5]).
- Koronka do Najświętszego Serca Pana Jezusa, według św. Ojca Pio, została ułożona przez jednego z największych mistyków chrześcijańskich św. Ojca Pio, będąca formą kultu do Bożego Serca. Odmawiał on tę koronkę w intencji ludzi, którzy polecali się jego modlitwom. Składa się z trzech części, będących prośbami o szczególne łaski: 1. O, mój Jezu, Ty powiedziałeś: „Zaprawdę mówię wam, proście, a otrzymacie, szukajcie, a znajdziecie, pukajcie, a będzie wam otworzone”, wysłuchaj mnie, gdyż pukam, szukam i proszę o łaskę..., Ojcze nasz, Zdrowaś Maryjo, Chwała Ojcu. Najświętsze Serce Jezusa, ufam Ci i w Tobie pokładam nadzieję. 2. O, mój Jezu, Ty powiedziałeś: „Zaprawdę mówię wam, o cokolwiek będziecie prosić Ojca w imię moje, da wam”, wysłuchaj mnie, gdyż proszę Ojca w Twoje imię o łaskę..., Ojcze nasz, Zdrowaś Maryjo, Chwała Ojcu. Najświętsze Serce Jezusa, ufam Ci i w Tobie pokładam nadzieję. 3. O, mój Jezu, Ty powiedziałeś: „Zaprawdę mówię wam, niebo i ziemia przeminą, ale moje słowa nie przeminą”, wysłuchaj mnie, gdyż zachęcony Twoimi słowami proszę o łaskę..., Ojcze nasz, Zdrowaś Maryjo, Chwała Ojcu. Najświętsze Serce Jezusa, ufam Ci i w Tobie pokładam nadzieję. O, Najświętsze Serce Jezusa, dla którego jest niemożliwe tylko to, aby nie mieć litości dla strapionych, dlatego miej litość nad nami, biednymi grzesznikami i udziel nam łask, o które Cię prosimy za pośrednictwem Niepokalanego Serca Maryi, Twojej i naszej czułej Matki. Św. Józefie, Przybrany Ojcze Jezusa Chrystusa, módl się za nami. Na zakończenie koronki odmawia się Witaj Królowo. (Istnieją inne formy koronki do Najświętszego Serca Pana Jezusa: według Leona Dehona, sióstr wizytek i tzw. „Złota koronka do Serca Pana Jezusa”).